# Grande praga de filoxera

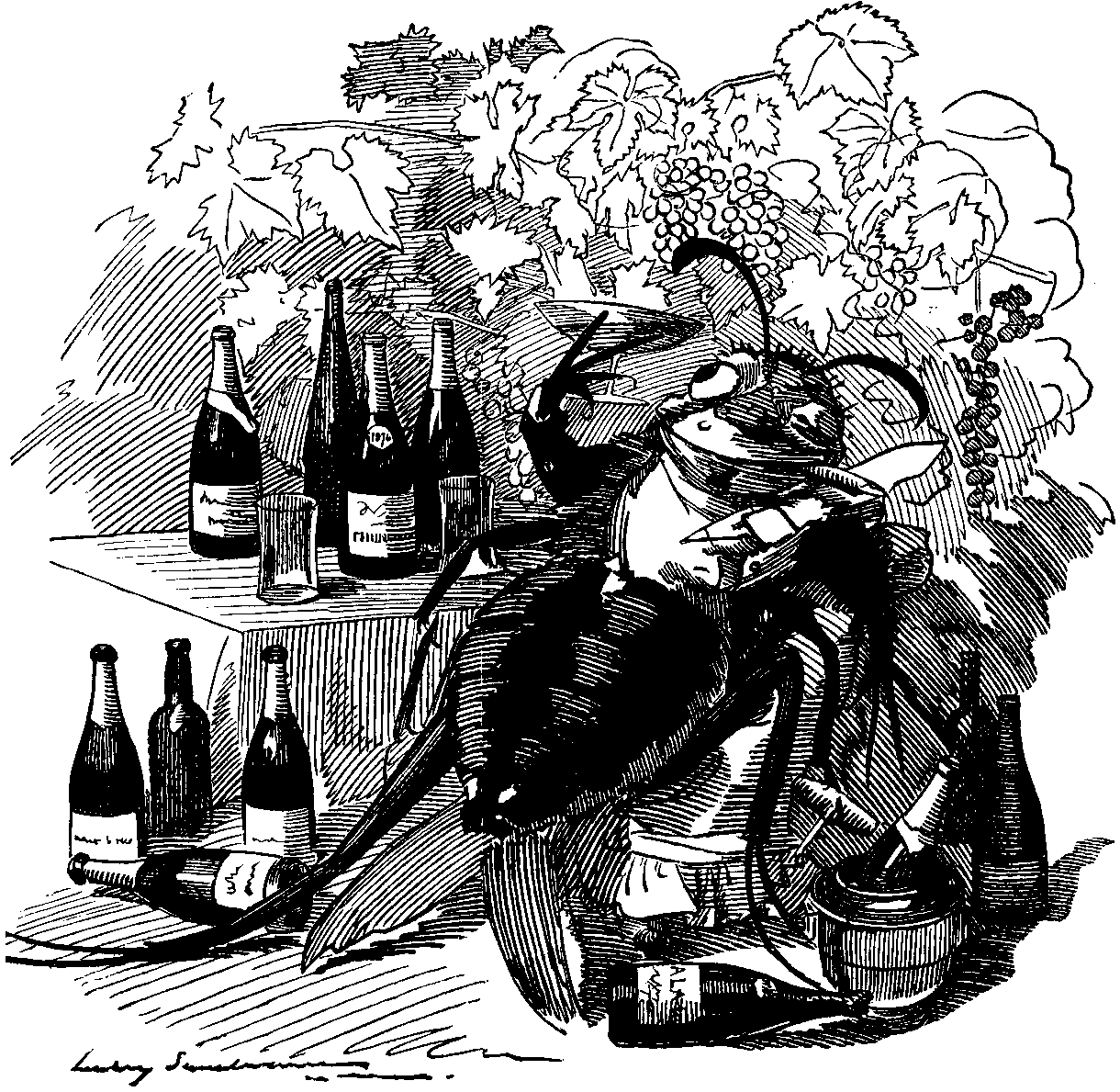
Um cartoon da Punch de 1890: A filoxera, uma verdadeira gourmet, procura as melhores vinhas e prefere os melhores vinhos.

Em meados do século XIX ocorreu uma grande praga de filoxera na Europa, de que resultou a destruição de muitas das vinhas, principalmente em França, que levou à ruína a indústria vinícola francesa. Terá sido causada por um afídio ou espécie afim, embora se considere como muito provável que fosse a espécie Daktulosphaira vitifoliae, conhecida vulgarmente como filoxera. Esta espécie terá tido origem na América do Norte e terá sido levada, através do Atlântico, para a Europa no final da década de 1850. Ainda que se considere que a França tenha sido o país mais afectado, a praga causou prejuízos nas vinhas de outros países europeus, como em Portugal, em 1865.
Ainda se debate como é que a Phylloxera foi introduzida em solo europeu: videiras provenientes da América já tinham sido exportadas anteriormente, por várias vezes, com o intuito de se experimentarem enxertos, sem que se pusesse em consideração a possibilidade de ocorrer uma infestação. Ainda que se pense que a filoxera tenha chegado por volta de 1858, a sua presença só é descrita em França a partir de 1863, perto da antiga província de Languedoc. Argumenta-se que a introdução de tais pragas só começaram a ser um problema depois da invenção dos barcos a vapor, que permitiam uma viagem mais rápida através do oceano e, por conseguinte, permitiam a sobrevivência dos organismos introduzidos.
Depois da descoberta de Jules-Emile Planchon de que a filoxera era a causa da murchidão das vinhas, e da confirmação por Charles Valentine Riley da teoria de Planchon, Leo Laliman e Gaston Bazille, dois viticultores franceses, propuseram que as vinhas europeias fossem enxertadas em porta-enxertos provenientes de cepas americanas, resistentes aos danos da filoxera. Ainda que muitos dos viticultores franceses desaprovassem a ideia, muitos não puderam ponderar outras opções. O método mostrou-se eficaz. A consequente "Reconstituição" (como foi chamada) das muitas vinhas que tinham sido afetadas foi um processo lento, mas a viticultura francesa conseguiu retomar uma relativa normalidade na sua produção.

## Antecedentes

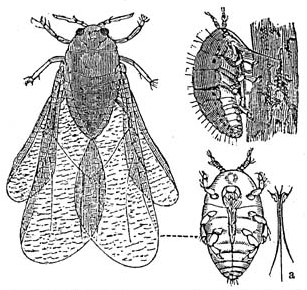
A filoxera, responsável pelo insucesso das plantações de vinha na Florida por parte de colonos franceses e que, provavelmente, afectou a indústria vitivinícola europeia.

O afídio que causou os danos em França foi descrito pela primeira vez depois do cultivo de cepas europeias, Vitis vinifera, por colonizadores franceses na Florida, no século XVI. Estas plantações foram um autêntico desastre, e experiências posteriores com espécies relacionadas de videira também falharam, ainda que as razões para este insucesso pareçam ter sido um mistério para os colonizadores franceses. Sabe-se hoje que teria sido também a filoxera da América do Norte a destruir estas vinhas experimentais; o veneno injectado pela filoxera causa uma doença fatal para as cepas europeias. Os afídios praticamente não foram detectados pelos colonos franceses, ainda que fossem em grande número, pelo que se tornou particularmente difícil o cultivo da vinha na América.
Tornou-se senso comum, entre os colonizadores europeus, que a variedade vinifera simplesmente não tinha qualquer hipótese de se desenvolver em solo americano, pelo que se começou a cultivar espécies nativas. Houve excepções: plantações de vinifera foram bem sucedidas na Califórnia antes que os afídios lá chegassem, também.

### Filoxera
Foram propostas várias teorias que tentam explicar o facto de a filoxera ter sido ignorada como causa provável da doença das videiras e consequente insucesso no seu cultivo, muitas das quais se referem ao comportamento alimentar do inseto e a forma como ele ataca as raízes. O probóscide da filoxera tem simultaneamente um canal injector de veneno e um tubo alimentar com o qual extrai a seiva, com os seus nutrientes, da videira. Quando a toxina existente no veneno corrói a estrutura da raiz da planta, a pressão da seiva baixa e, por consequência, a filoxera retira o seu tubo alimentar e procura outra fonte de alimento. Por isso, alguém que desenterre as raízes de uma videira morta não encontrará qualquer rasto do insecto.

### Introdução na Europa
Durante alguns séculos, os Europeus experimentaram cepas americanas às suas condições edafo-climáticas, e muitas foram importadas sem qualquer regulação, pondo de parte a possibilidade de transferência de pragas e os problemas a elas associados. Jules-Emile Planchon, um biólogo francês, que identificou a filoxera na década de 1860, defendeu que o forte aumento de importação de variedades americanas de videira para a Europa entre 1858 e 1862 teria sido a razão da introdução de filoxera na Europa por volta de 1860, ainda que os efeitos do afídio não tenham sido notados em França até à data de 1863.

## A praga

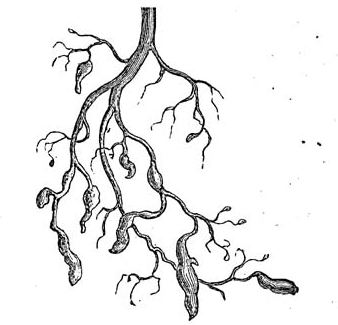
Raízes de Vitis vinifera danificadas pela filoxera.

### Início
O primeiro caso documentado de uma infestação de filoxera ocorreu na antiga província de Languedoc, departamento de Gard cerca de 1863. Os viticultores não notaram a presença dos afídios, tal como aconteceu com os colonos na América, enquanto as vinhas se iam destruindo atacadas de uma estranha e misteriosa murchidão. A única descrição da doença que foi deixada por estes viticultores comparava-a a um processo de "consumpção" - nome dado, na altura, à tuberculose. A praga rapidamente se espalhou por toda a França, mas só anos depois se conseguiu determinar a causa da doença.

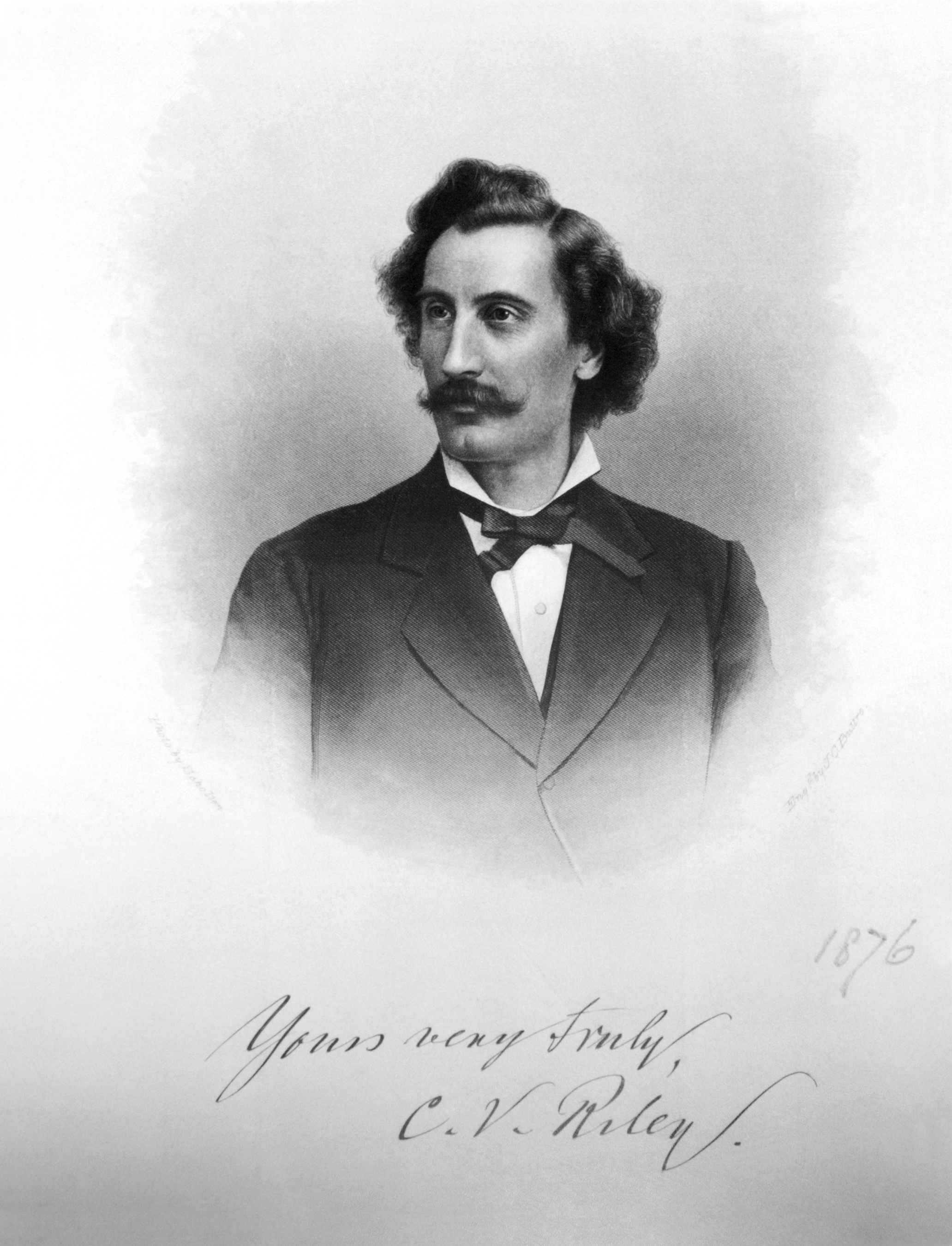
Charles Valentine Riley, que confirmou, em 1870, a teoria de Planchon.

### Danos
Cerca de 40% das vinhas foram devastadas num período de 15 anos, desde a década de 1850 até meados da década de 1870. A economia francesa foi fortemente atingida pela murchidão que atacava este seu recurso económico; muitos empresários entraram em falência e os ganhos da indústria vinícola foram reduzidos para menos de metade. A situação foi responsável, entre outras coisas, por um aumento considerável da emigração, principalmente para a Argélia e para a América. Os danos na economia francesa são estimados como tendo sido superiores a 10 mil milhões de Francos.

### Descoberta
Só quando, em 1868, o biólogo francês Jules-Emile Planchon e dois colegas descobriram, por acaso, um enxame de filoxera sugando as raízes de uma planta é que surgiu a teoria de que a murchidão que atacava as videiras era causada pela filoxera. E só em 1870 é que o entomólogo americano Charles Valentine Riley confirmou a teoria de Planchon. Riley foi celebrado, então, pelos franceses como se fosse um herói, Mas a reacção à descoberta foi algo confusa. Alguns receberam a notícia com optimismo: sabendo-se a causa, e identificada a espécie, bastava descobrir um método de eliminação do afídio. Outros discordavam, dizendo que os insetos, em vez da causa, eram um dos efeitos da murchidão das plantas. Para complicar a situação, o ciclo de vida do afídio mostrou-se particularmente difícil de se estudar, até porque a sua longevidade não era igual na Europa e na América.

### Solução
Muitos agricultores tentaram resolver o problema por si mesmos. Produtos químicos e pesticidas foram usados à toa. Em desespero, alguns prenderam sapos debaixo das videiras, enquanto outros deixavam em liberdade as aves de capoeira na esperança de que comessem os insetos. Nenhum destes métodos foi bem sucedido.
Depois de Charles Valentine Riley ter confirmado a teoria de Planchon, Leo Laliman e Gaston Bazille, dois viticultores franceses, sugeriram a possibilidade de que a variedade de videira vinifera podia ser enxertada em porta-enxertos de videiras americanas, resistentes à murchidão, podendo-se assim resolver o problema.
O método foi testado e foi bem sucedido. Tal solução dividiu a indústria vinícola, havendo os "químicos" que rejeitavam a solução do enxerto e defendiam o uso de produtos químicos e pesticidas. Os que defendiam a teoria do enxerto ficaram conhecidos como "Americanistas", ou "mercadores de madeira". Porém, com o sucesso comprovado do enxerto nas décadas de 1870 e 1880, a tarefa imensa de "reconstituição" da maioria das vinhas francesas começou.
O governo francês ofereceu uma recompensa de 320 000 francos para quem descobrisse a cura para a murchidão. Tendo sido o primeiro a sugerir o enxerto de variedades americanas, Leo Laliman tentou reclamar o dinheiro para si mas o governo francês recusou-se a dá-lo, com a justificação de que não tinha descoberto a cura, apenas fizera com que a doença não persistisse. 
Contudo podem ter existido outras razões para que o governo francês negasse a recompensa a Laliman, já que houve quem tenha sugerido que teria sido ele mesmo a introduzir a praga em França. Note-se que a ideia do enxerto não foi originalmente de Laliman; de acordo com George Ordish, na sua obra de 1987, The Great Wine Blight, já se tinha experimentado enxertar vinhas com garfos mexicanos em 1524, de modo a melhorar a rentabilidade agrícola.

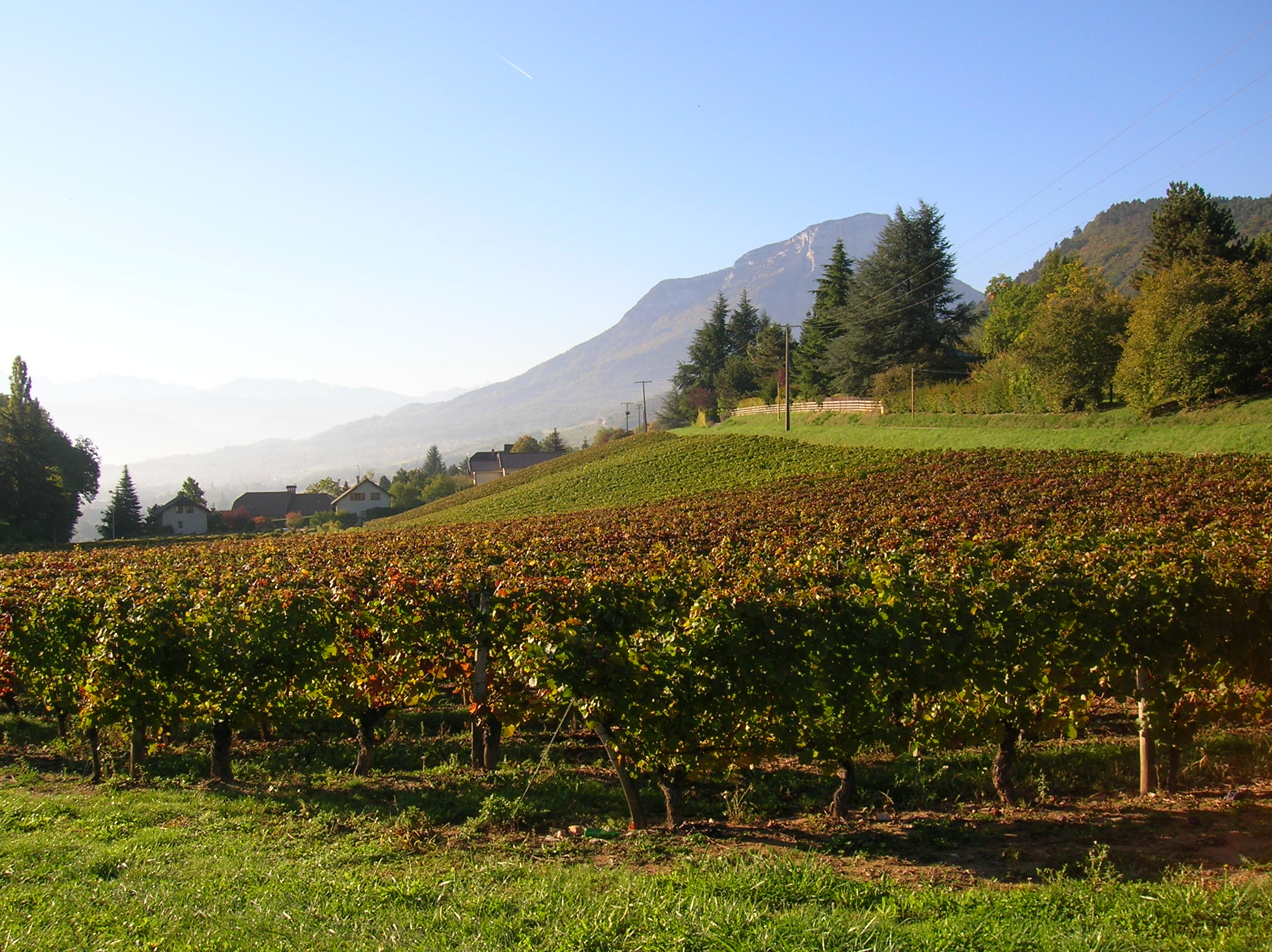
Uma vinha contemporânea em França.

## Atualmente
Ainda não há, actualmente, remédio para as infestações de filoxera, nem para a murchidão por ela causada. Continua, assim, a ser uma séria ameaça para qualquer vinha que não tenha procedido a enxertos. De facto, há apenas três castas europeias que se sabe [carece de fontes?] que são resistentes à filoxera, a Assyrtiko, que existe na ilha vulcânica de Santorini, na Grécia, a Ramisco e a Malvasia na região de Colares em Portugal; contudo há quem especule que tais resistências advém das cinzas vulcânicas presentes no solo onde a casta é cultivada (Assyrtiko) e do solo arenoso (Ramisco e Malvasia de Colares), e não das próprias videiras.